# 45e parallèle nord
Pour les articles homonymes, voir 45e parallèle.
En géographie, le 45e parallèle nord est le parallèle joignant les points de la surface de la Terre dont la latitude est égale à 45° nord. Il marque les points situés à mi-chemin en latitude entre l'équateur et le pôle Nord (en distance, les points situés à mi-chemin de ces deux régions sont un peu au nord du 45e parallèle, vers 45° 09' N, la Terre étant un sphéroïde légèrement aplati).

## Géographie

Signe indiquant le nord dans le New Hampshire, aux États-Unis.

### Dimensions
Dans le système géodésique WGS 84, au niveau de 45° de latitude nord, un degré de longitude équivaut à 78,845 834 km ; la longueur totale du parallèle est donc d'environ 28 384,5 km, soit 71 % de celle de l'équateur. Il en est distant de 4 984,944 km et du pôle Nord de 5 017,021 km,.
Du fait de la forme oblongue de la Terre, le 45e parallèle est légèrement plus proche de l'équateur que du pôle. Les points de la surface du géoïde de référence équidistants de ces deux endroits sont situés sur la latitude 45° 08' 39,544" N, soit 16,038 487 km plus au nord,,. Le 45e parallèle est donc plus proche d'environ 32 kilomètres de l'équateur que du pôle.

### Régions traversées

#### Europe

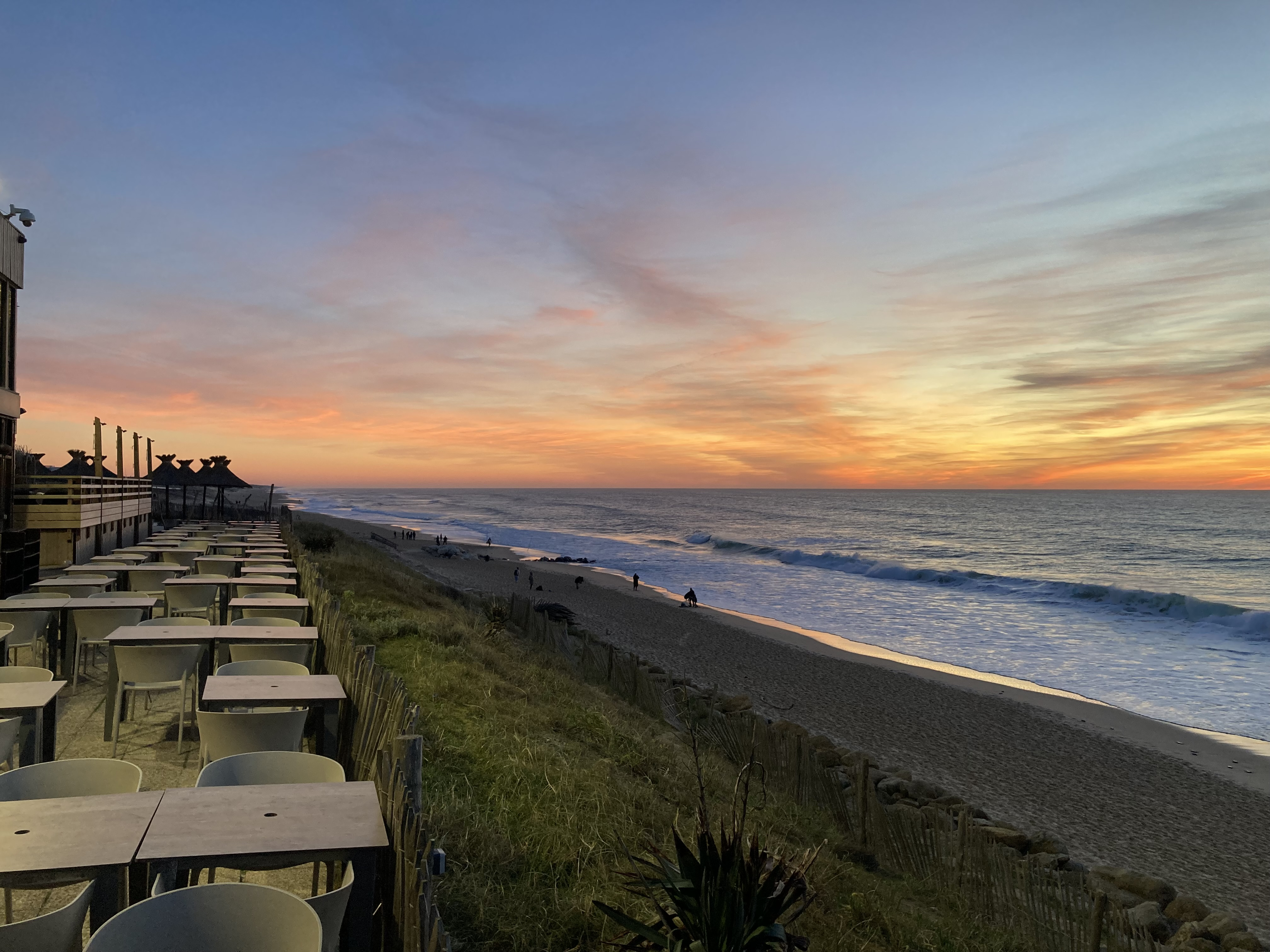
Passage en France du 45ieme parallèle Nord à Lacanau

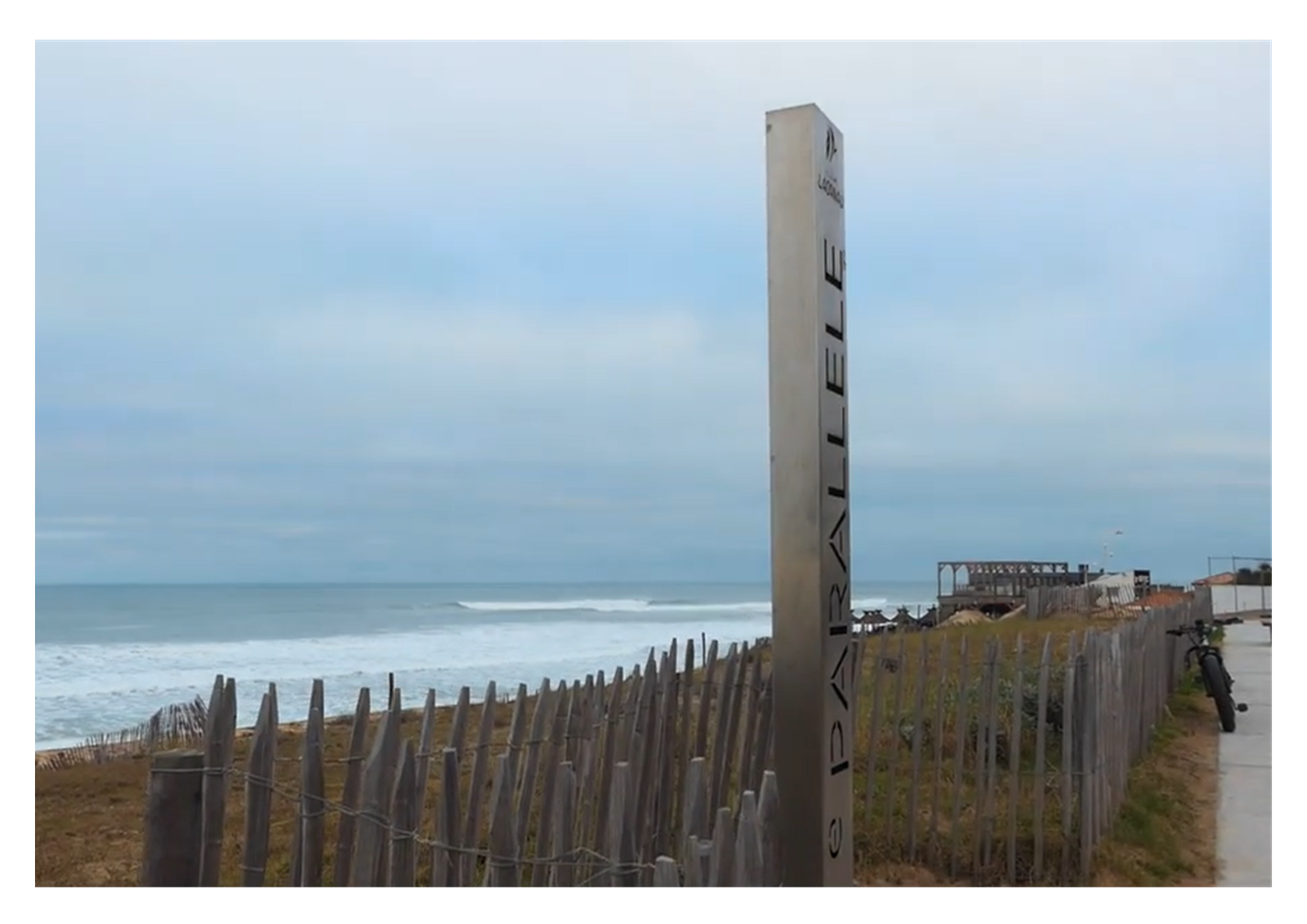
Signe indiquant le 45iéme parallèle Nord à Lacanau

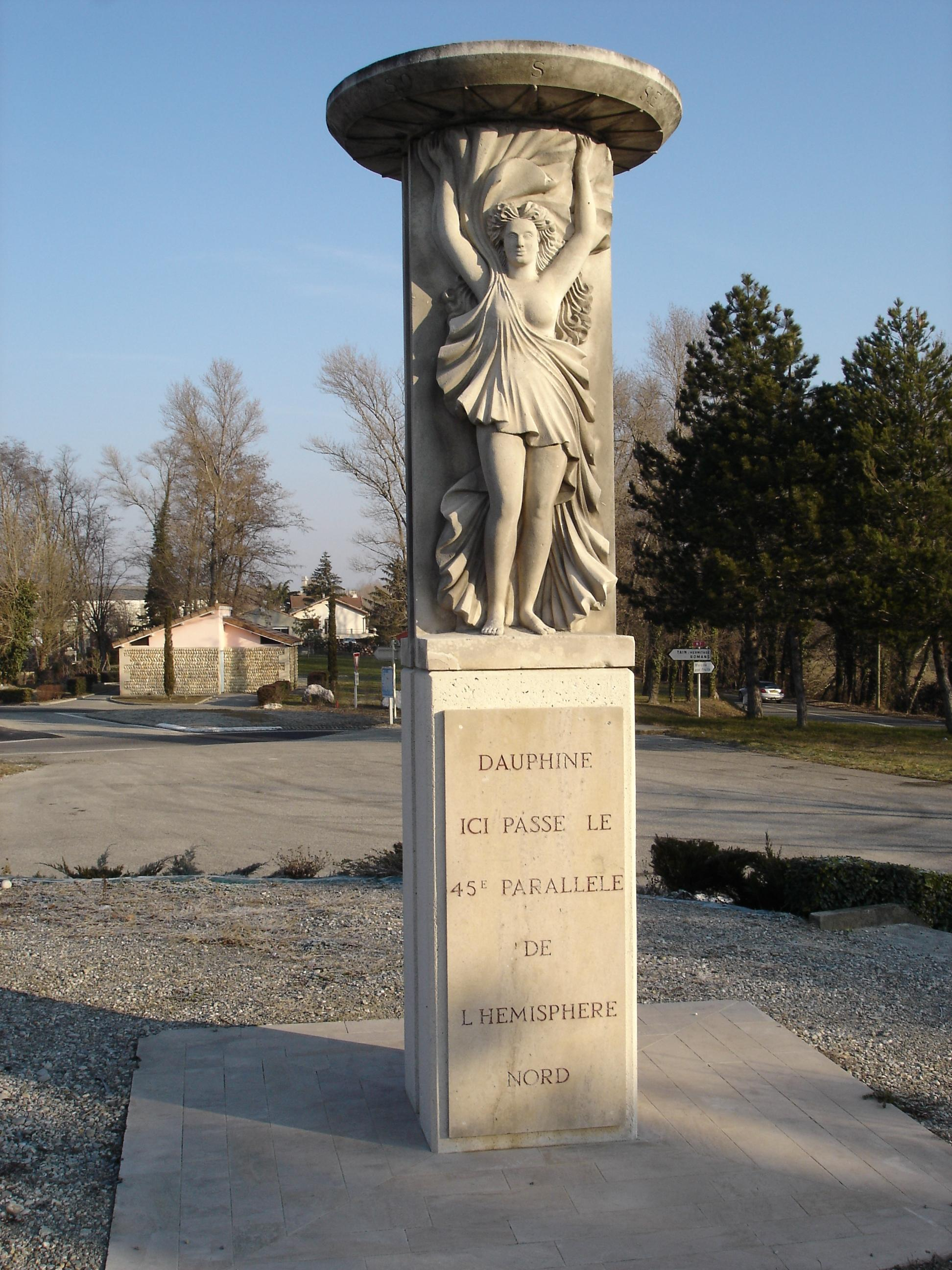
Monument du 45e parallèle à Pont-de-l'Isère en France

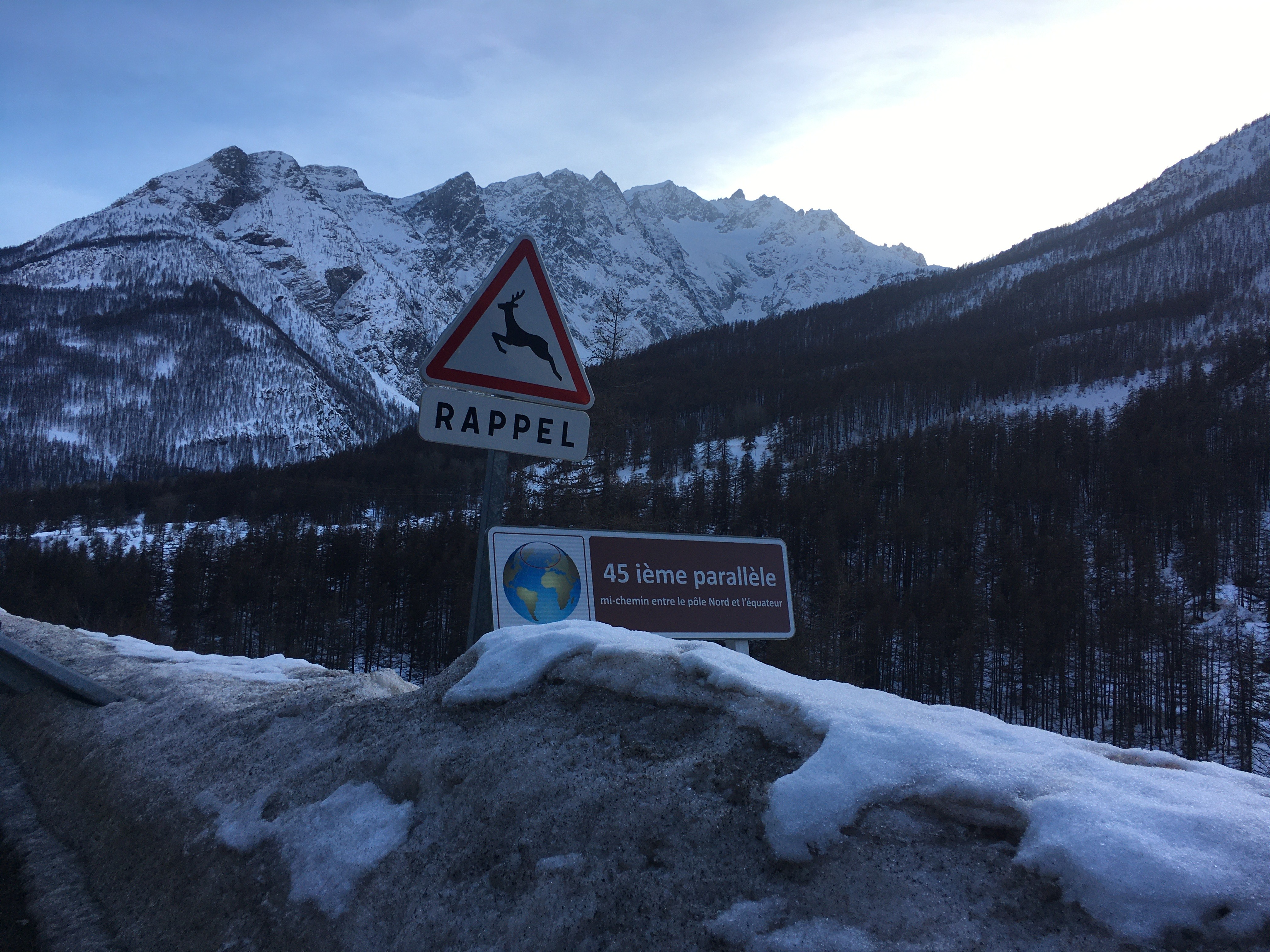
Passage en France du 45ieme parallèle Nord à Monêtiers Les Bains

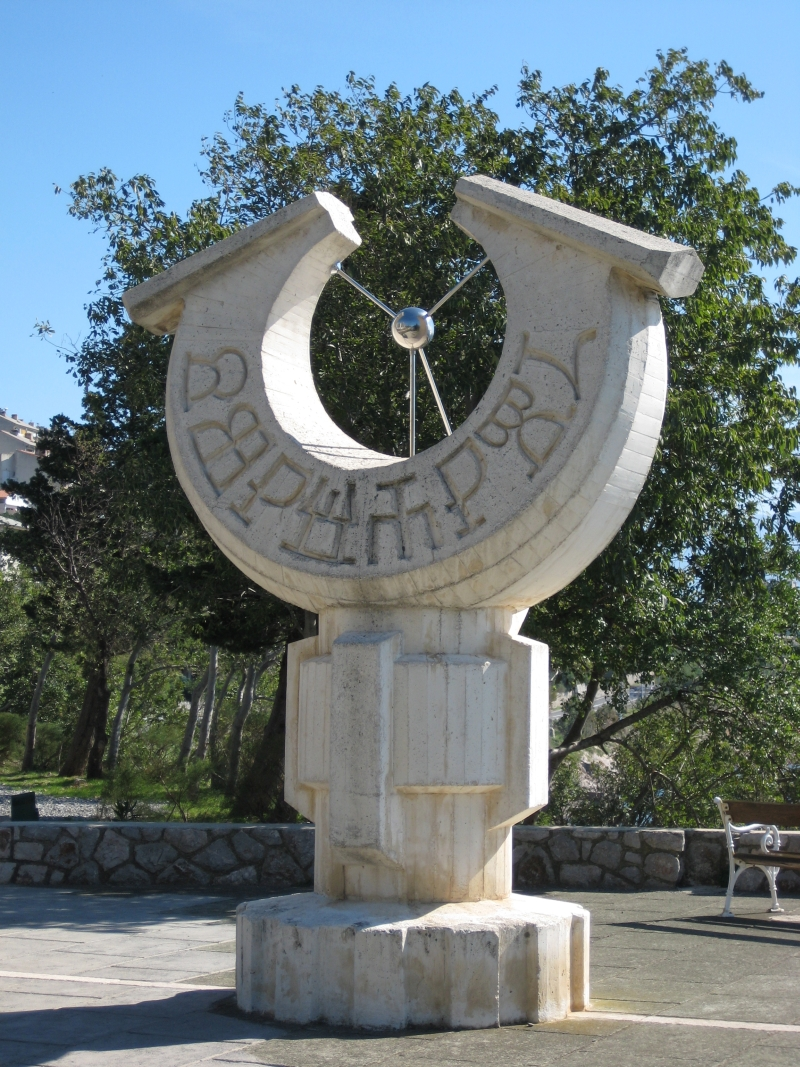
Le cadran solaire dans la ville de Senj en Croatie qui se trouve sur le 45e parallèle montre que Senj se trouve exactement au milieu entre l'équateur et le pôle Nord.

Après l'océan Atlantique, peu avant sa jonction avec le méridien de Greenwich, sur la commune de Puynormand, marquant l'origine des longitudes, le 45e parallèle touche le continent européen en France au niveau de la commune de Lacanau (45° 00′ 00″ N, 2° 12′ 05″ O). En continuant vers l'Est, le parallèle passe légèrement au nord de Bordeaux à Saint-André-de-Cubzac, traverse le Massif central, franchit le Rhône au nord de Valence à Pont-de-l'Isère (45° 00′ 00″ N, 4° 52′ 03″ E) et les Alpes du nord sur la commune de Saint-Théoffrey au sud de Grenoble et au nord de Briançon. Il traverse les Hautes Alpes sur la commune du Monêtier-les-Bains (hameau du Casset) et à Névache (Le Plampinet).
Puis le parallèle arrive au nord de l'Italie au niveau des Alpes cottiennes. Il est ensuite parallèle au Pô, passant juste au sud de Turin. Il quitte l'Italie en franchissant la mer Adriatique.
Dans les Balkans, le 45e parallèle traverse successivement la partie adriatique de la Croatie, le nord de la Bosnie-Herzégovine, la partie est de la Croatie, la province autonome serbe de Voïvodine et la Roumanie (juste au nord de Ploiești et à travers Târgu Jiu).
Après la Roumanie, le parallèle entre dans la mer Noire. Il traverse ensuite la péninsule ukrainienne de Crimée et sa capitale Simferopol. En Russie, il passe successivement à travers le krai de Krasnodar (et sa capitale Krasnodar), le krai de Stavropol (et sa capitale Stavropol) et la Kalmoukie avant de rejoindre la mer Caspienne.

#### Asie
En Asie, le 45e parallèle quitte la mer Caspienne et pénètre au Kazakhstan, au niveau du nord du plateau d'Ustyurt. À la frontière avec l'Ouzbékistan, il traverse la mer d'Aral et la péninsule de l'ancienne île de la Renaissance, avant de retrouver le sud du Kazakhstan ; il passe à travers la ville de Qyzylorda, puis plus à l'est celle de Burylbaytal à la pointe sud du lac Balkhach.
Dans le nord-ouest de la Chine, le parallèle passe à travers la cité de Karamay dans la province du Xinjiang. Il traverse ensuite le sud de la Mongolie, à travers les provinces de Hovd, Govi-Altay, Bayanhongor, Övörhangay, Dundgovi, Dornogovi (et sa capitale Saynshand) et Sühbaatar. Il entre à nouveau en Chine, à travers la Mongolie-Intérieure et les provinces du Jilin et du Heilongjiang (passant au sud de Harbin). Il quitte la Chine au niveau du lac Khanka.
Le parallèle retrouve la Russie avec le kraï du Primorie et quitte le continent asiatique un peu au nord de Vladivostok. Il traverse le nord de la mer du Japon, puis la pointe nord de l'île japonaise de Hokkaidō (à travers le parc national de Rishiri-Rebun-Sarobetsu). La dernière terre émergée asiatique qu'il rencontre est l'île russe d'Iturup, dans les îles Kouriles. Il continue ensuite vers l'est au-dessus de l'océan Pacifique.

#### Amérique du Nord

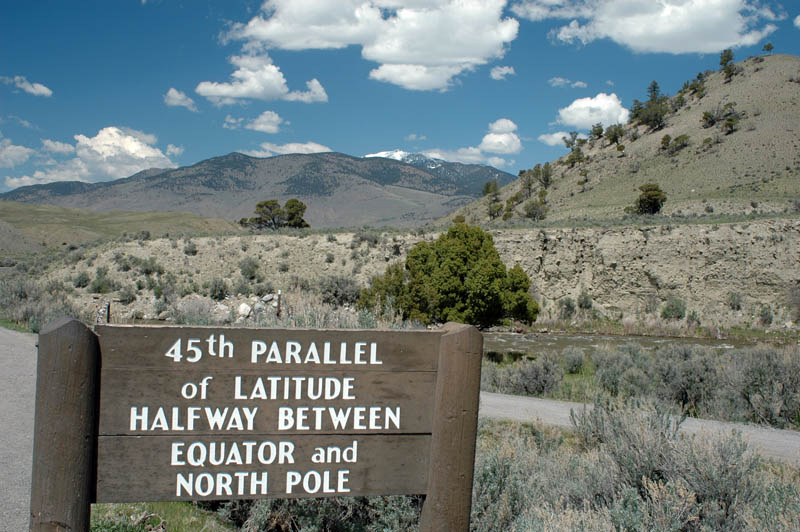
Panneau matérialisant le 45e parallèle dans le parc de Yellowstone, aux États-Unis.

Après l'océan Pacifique, le 45e parallèle retrouve la terre ferme en Amérique du Nord au niveau de l'État de l'Oregon, aux États-Unis. Il traverse ensuite les montagnes Rocheuses et les Grandes Plaines. Le parallèle passe à travers l'Oregon (au sud de Portland), l'Idaho et le Montana, délimite une grande partie de la frontière entre le Montana et le Wyoming, puis le Dakota du Sud, le Minnesota (traversant l'agglomération de Minneapolis-Saint Paul) et le Wisconsin. Il passe au-dessus du lac Michigan, traverse le Michigan, puis le lac Huron et entre dans le Canada. Tout au long de son parcours aux États-Unis, de nombreux signes sur les autoroutes marquent le passage du parallèle et indiquent qu'il s'agit d'endroits situés à mi-chemin entre le pôle Nord et l'équateur.
Au Canada, le parallèle traverse la province de l'Ontario. Il marque ensuite à peu près la frontière entre les États-Unis et le Canada au niveau des États américains de New York et du Vermont et des provinces canadiennes de l'Ontario et du Québec, entre le Saint-Laurent et le fleuve Connecticut (la frontière entre le Vermont et le Québec est en réalité située environ 1 km plus au nord à cause d'une erreur cartographique).
Le 45e parallèle traverse les États américains du New Hampshire et du Maine, puis la province canadienne du Nouveau-Brunswick, la baie de Fundy et la Nouvelle-Écosse. Il continue alors vers l'est au-dessus de l'océan Atlantique.

#### Récapitulatif
Le tableau suivant récapitule le parcours du parallèle :
| Région                          | Détail | Début                           | Fin                             | Longueur (km) |
| ------------------------------- | --- | ------------------------------- | ------------------------------- | ------------- |
| France                          | Lacanau 🏞️ Parc naturel régional du Médoc Saint-André-de-Cubzac Issac 🏞️ Parc naturel régional des Volcans d'Auvergne 🏞️ Parc naturel régional des Monts d'Ardèche Pont-de-l'Isère 🏞️ Parc naturel régional du Vercors 🏞️ Parc national des Écrins | 45° 00′ 00″ N, 1° 12′ 18″ O     | 45° 00′ N, 6° 45′ E             | 627           |
| Italie                          | 🏞️ Parco naturale di Stupinigi 🏞️ Parco fluviale regionale del Trebbia 🏞️ Parco regionale Veneto del Delta del Pô | 45° 00′ N, 6° 45′ E             | 45° 00′ N, 12° 28′ E            | 451           |
| Mer Méditerranée                | Mer Adriatique | 45° 00′ N, 12° 28′ E            | 45° 00′ 00″ N, 13° 43′ 30″ E    | 98            |
| Croatie                         | Istrie | 45° 00′ 00″ N, 13° 43′ 30″ E    | 45° 00′ N, 14° 10′ E            | 35            |
| Croatie                         | Baie de Kvarner | 45° 00′ N, 14° 10′ E            | 45° 00′ 00″ N, 14° 21′ 18″ E    | 14            |
| Croatie                         | Cres | 45° 00′ 00″ N, 14° 21′ 18″ E    | 45° 00′ N, 14° 25′ E            | 4             |
| Croatie                         | Baie de Kvarner | 45° 00′ N, 14° 25′ E            | 45° 00′ 00″ N, 14° 37′ 30″ E    | 16            |
| Croatie                         | Krk | 45° 00′ 00″ N, 14° 37′ 30″ E    | 45° 00′ N, 14° 48′ E            | 13            |
| Croatie                         | Baie de Kvarner | 45° 00′ N, 14° 48′ E            | 45° 00′ N, 14° 54′ E            | 7             |
| Croatie                         | | 45° 00′ N, 14° 54′ E            | 45° 00′ N, 15° 47′ E            | 69            |
| Bosnie-Herzégovine              | 🏞️ Nacionalni Park Kozara | 45° 00′ N, 15° 47′ E            | 45° 00′ N, 18° 46′ E            | 235           |
| Croatie                         | Vukovar-Syrmie | 45° 00′ N, 18° 46′ E            | 45° 00′ 00″ N, 19° 05′ 42″ E    | 25            |
| Serbie                          | 🏞️ Deliblatska peščara (Réserve naturelle de la « dune de Deliblato ») | 45° 00′ 00″ N, 19° 05′ 42″ E    | 45° 00′ 00″ N, 21° 23′ 06″ E    | 180           |
| Roumanie                        | 🏞️ Parcul National Domogled-Valea Cernei 🏞️ Réserve de biosphère du delta du Danube | 45° 00′ 00″ N, 21° 23′ 06″ E    | 45° 00′ N, 29° 38′ E            | 650           |
| Mer Noire                       | | 45° 00′ N, 29° 38′ E            | 45° 00′ N, 33° 36′ E            | 312           |
| Ukraine                         | Crimée | 45° 00′ N, 33° 36′ E            | 45° 00′ N, 35° 24′ E            | 141           |
| Mer Noire                       | | 45° 00′ N, 35° 24′ E            | 45° 00′ N, 37° 13′ E            | 143           |
| Russie                          | | 45° 00′ N, 37° 13′ E            | 45° 00′ N, 47° 16′ E            | 792           |
| Mer Caspienne                   | | 45° 00′ N, 47° 16′ E            | 45° 00′ N, 51° 06′ E            | 301           |
| Kazakhstan                      | | 45° 00′ N, 51° 06′ E            | 45° N, 56° E                    | 386           |
| Ouzbékistan                     | | 45° N, 56° E                    | 45° 00′ N, 58° 16′ E            | 178           |
| Mer d'Aral                      | | 45° 00′ N, 58° 16′ E            | 45° 00′ N, 61° 30′ E            | 255           |
| Kazakhstan                      | | 45° 00′ N, 61° 30′ E            | 45° 00′ 00″ N, 80° 02′ 06″ E    | 1 461         |
| Chine                           | | 45° 00′ 00″ N, 80° 02′ 06″ E    | 45° 00′ N, 93° 13′ E            | 1 038         |
| Mongolie                        | 🏞️ Parc national de Gobi Gurvansaikhan / Désert de Gobi | 45° 00′ N, 93° 13′ E            | 45° 00′ N, 111° 47′ E           | 1 464         |
| Chine                           | | 45° 00′ N, 111° 47′ E           | 45° 00′ N, 112° 31′ E           | 58            |
| Mongolie                        | | 45° 00′ N, 112° 31′ E           | 45° 00′ N, 114° 07′ E           | 126           |
| Chine                           | | 45° 00′ N, 114° 07′ E           | 45° 00′ N, 131° 29′ E           | 1 369         |
| Russie                          | | 45° 00′ N, 131° 29′ E           | 45° 00′ N, 132° 06′ E           | 48            |
| Russie                          | Lac Khanka | 45° 00′ N, 132° 06′ E           | 45° 00′ N, 132° 48′ E           | 55            |
| Russie                          | | 45° 00′ N, 132° 48′ E           | 45° 00′ 00″ N, 136° 36′ 54″ E   | 300           |
| Océan Pacifique                 | Mer du Japon | 45° 00′ 00″ N, 136° 36′ 54″ E   | 45° 00′ N, 141° 41′ E           | 399           |
| Japon                           | Hokkaido (5 parcs naturels 🏞️) | 45° 00′ N, 141° 41′ E           | 45° 00′ 00″ N, 142° 32′ 06″ E   | 67            |
| Océan Pacifique                 | | 45° 00′ 00″ N, 142° 32′ 06″ E   | 45° 00′ N, 147° 31′ E           | 392           |
| Russie                          | Itouroup | 45° 00′ N, 147° 31′ E           | 45° 00′ N, 147° 58′ E           | 35            |
| Océan Pacifique                 | | 45° 00′ N, 147° 58′ E           | 45° 00′ 00″ N, 124° 00′ 54″ O   | 6 940         |
| États-Unis                      | Oregon | 45° 00′ 00″ N, 124° 00′ 54″ O   | 45° 00′ 00″ N, 116° 50′ 42″ O   | 565           |
| États-Unis                      | Idaho | 45° 00′ 00″ N, 116° 50′ 42″ O   | 45° 00′ 00″ N, 113° 26′ 42″ O   | 268           |
| États-Unis                      | Montana | 45° 00′ 00″ N, 113° 26′ 42″ O   | 45° 00′ 00″ N, 111° 03′ 18″ O   | 188           |
| États-Unis                      | Montana / Wyoming 🏞️ Parc national du Yellowstone | 45° 00′ 00″ N, 111° 03′ 18″ O   | 45° N, 104° O                   | 556           |
| États-Unis                      | Dakota du Sud | 45° N, 104° O                   | 45° 00′ N, 96° 27′ O            | 595           |
| États-Unis                      | Minnesota | 45° 00′ N, 96° 27′ O            | 45° 00′ N, 92° 46′ O            | 290           |
| États-Unis                      | Wisconsin | 45° 00′ N, 92° 46′ O            | 45° 00′ 00″ N, 87° 37′ 30″ O    | 405           |
| États-Unis                      | Lac Michigan | 45° 00′ 00″ N, 87° 37′ 30″ O    | 45° 00′ N, 87° 21′ O            | 21            |
| États-Unis                      | Wisconsin | 45° 00′ N, 87° 21′ O            | 45° 00′ N, 87° 10′ O            | 14            |
| États-Unis                      | Lac Michigan | 45° 00′ N, 87° 10′ O            | 45° 00′ 00″ N, 85° 46′ 30″ O    | 109           |
| États-Unis                      | Michigan | 45° 00′ 00″ N, 85° 46′ 30″ O    | 45° 00′ 00″ N, 83° 26′ 42″ O    | 183           |
| États-Unis                      | Lac Huron | 45° 00′ 00″ N, 83° 26′ 42″ O    | 45° 00′ N, 82° 27′ O            | 78            |
| Canada                          | Lac Huron | 45° 00′ N, 82° 27′ O            | 45° 00′ N, 81° 27′ O            | 78            |
| Canada                          | Ontario | 45° 00′ N, 81° 27′ O            | 45° 00′ N, 81° 12′ O            | 19            |
| Canada                          | Lac Huron | 45° 00′ N, 81° 12′ O            | 45° 00′ N, 79° 57′ O            | 98            |
| Canada                          | Ontario | 45° 00′ N, 79° 57′ O            | 45° 00′ N, 74° 39′ O            | 417           |
| Canada / États-Unis             | Québec / New York | 45° 00′ N, 74° 39′ O            | 45° 00′ 00″ N, 73° 20′ 42″ O    | 102           |
| Canada / États-Unis             | Québec / Vermont | 45° 00′ 00″ N, 73° 20′ 42″ O    | 45° 00′ N, 71° 30′ O            | 145           |
| États-Unis                      | New Hampshire | 45° 00′ N, 71° 30′ O            | 45° 00′ N, 71° 04′ O            | 34            |
| États-Unis                      | Maine | 45° 00′ N, 71° 04′ O            | 45° 00′ N, 67° 03′ O            | 316           |
| Canada                          | Nouveau-Brunswick | 45° 00′ N, 67° 03′ O            | 45° 00′ N, 65° 50′ O            | 96            |
| Canada                          | Nouvelle-Écosse | 45° 00′ N, 65° 50′ O            | 45° 00′ N, 62° 03′ O            | 298           |
| Océan Atlantique                | | 45° 00′ N, 62° 03′ O            | 45° 00′ 00″ N, 1° 12′ 18″ O     | 4 797         |
| Longueur totale de ce parallèle | Longueur totale de ce parallèle | Longueur totale de ce parallèle | Longueur totale de ce parallèle | 28 385        |

## Viticulture
Le 45e parallèle nord correspond à une zone propice à la culture de la vigne, comme son équivalent dans l’hémisphère sud. On retrouve cet exemple notamment en France, englobant la majorité du vignoble dans les latitudes proches, mais aussi dans des régions viticoles en Italie (Piémont, Lombardie, Vénétie), en Croatie, en Roumanie, en Géorgie, au Japon, et dans l'État américain de l'Oregon,,.